# Alim Qasimov
Alim Hamza Oglu Qasimov (en azerí: Alim Həmzə oğlu Qasımov) (Qobustan, Azerbaiyán; 14 de agosto de 1957) es un músico azerbaiyano, considerado como uno de los músicos más destacados del género mugam. Fue galardonado con el Premio Internacional de la Música por la UNESCO en 1999, uno de los más altos reconocimientos en la música. Su música se caracteriza por sus improvisaciones vocales y representa un cambio en el estilo tradicional del mugam. Ha grabado nueve álbumes, tres de los cuales fueron discos mugam con su hija, Farghana Qasimova.
De acuerdo al The New York Times, Alim Qasimov es uno de los más grandes músicos, con una mordaz espontaneidad que evoca pasión y devoción, contemplación y encanto.
Se unió con su compatriota, Sabina Babayeva en el escenario en la gran final del concurso de canto de Eurovision en el año 2012, en Baku para cantar como apoyo vocal en la canción ¨Cuando la Música Muere¨. Adicionalmente, Qasimov apareció como parte del acto inaugural de la Gran Final.

## Primeros años
Nacido en 1957, Qasimov creció en Nabur de Qobustan, Azerbaiyán, un pueblo que se encuentra a 100 km de la capital, Baku. Su familia trabajó en una comunidad soviética y él comenzó a trabajar con sus padres desde una edad temprana. Creció en la pobreza, lo cual lo influyó a vivir modestamente y nunca intentó ocultar su antescedente como campesino. El padre de Qasimov era un cantante ocasional, con una buena voz pero muy humilde; nunca persiguió una carrera profesional como cantante. Qasimov se mostró interesado en la música desde pequeño, debido a sus escasos recursos, sus padres usaron un marco y un estómago de cabra para hacerle un tambor tosco a su hijo.
| "No tenía otra opción más que la música, no tenía otro talento y no me podía ver haciendo nada más. Me enfrenté a una dura realidad - o cantar o nada."—Qasimov sobre el inicio de su carrera Entrevista con Azerbaijan International |

Empezó a cantar en eventos religiosos y sus padres le recomendaron que estudiara música, pasó por momentos difíciles como cuando se presentó en un concurso de música a los catorce años, la audiencia-pensando que no se apegó al estilo tradicional correcto-se rieron hasta hacerlo salir del escenario. A pesar de varios contratiempos, sus padres lo impulsaron a seguir y él lo hizo, entrando en la escuela de música estatal de Bakú a los 21 años. Su estudio consistió de cuatro años con especialización en la técnica vocal y mugam. Debido a su avancé, sus maestros le recomendaron que sus exámenes finales fueran adelantados por dos años antes, sin embargo se negó diciendo que todavía necesitaba tiempo para perfeccionar sus habilidades. Se dio cuenta de que la música ya no era un pasatiempo, más bien una necesidad, diciendo que todo su talento y deseo era la música. A lo largo de sus cuatro años de carrera refinó su técnica vocal pasando fácilmente sus exámenes finales, pero después se dio cuenta de que puso mucho énfasis en perfeccionar su voz; él cree que no fue hasta después que totalmente entendió el profundo contenido y la emoción del mugam.

## Carrera musical

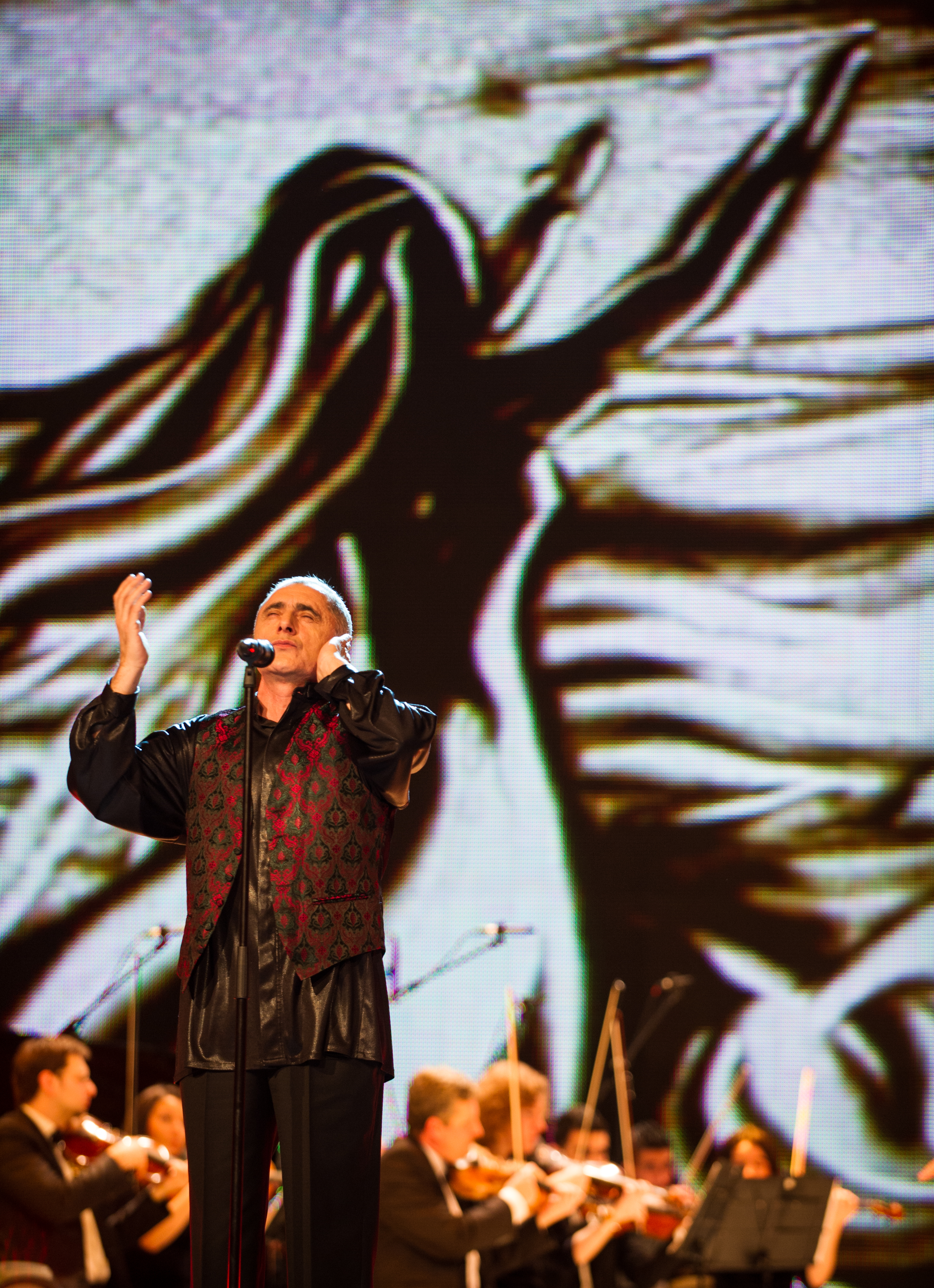
Alim Gasimov en la semi-final del Concurso de Canto de Eurovision 2012

Qasimov empezó su carrera de cantante profesional cuando Azerbaiyán aún se encontraba bajo el dominio Soviético y el estilo mugam no recibía el apoyo del estado. Las presentaciones eran restringidas y aunque algunos artistas trataban de preservar la historia del estilo tradicional, el mandato comunista no lo aceptaba.  Sin embargo, su popularidad fue acompañada de la caída de la influencia Soviética y en 1983 el ganó la Competencia de Canto Jabbar Garyaghdioghlu.
| "Yo creo que la persona que creció en una villa es inspirada por los sonidos de la naturaleza. Las personas que crecieron en ciudades están expuestos a la uniformidad de sonidos eléctricos, de la televisión y calles".—Qasimov en inspiración e influencia Entrevista con Al-Ahram Weekly |

Con el paso del tiempo, el estilo de Qasimov se desarrolló para incluir no solamente la música tradicional de Azerbaiyán y el mugam, también ashiq, una tradición rural con raíces en Turquía, Azerbaiyán y la región Azeri de Irán. Adicionalmente, fue influenciado por artistas de otras disciplinas, particularmente,  el cantante de Qawwali, Nusrat Fateh Ali Khan: " Cuando lo oí en concierto muchas puertas se me abrieron y muchas preguntas se contestaron". Su éxito fue muy impresionante ya que había roto el estilo tradicional del mugam y llevó su propia interpretación del género. Qasimov lo veía como una manera de enseñar el mugam a una audiencia más amplia y volverlo relevante a las sociedades contemporáneas, diciendo: "El mundo en el que vivimos cambia diario. La música debe prestar expresiones de emoción a su vitalidad. Yo lo acomodo buscando nuevos caminos e interpretaciones". Similarmente, revolucionó la estricta instrumentación mugam, introduciendo sus propias improvisaciones e incluyendo sonidos nuevos como el clarinete y el nagara (un tambor de metal). Adicionalmente, seguía consciente de la necesidad de modernizarse en el momento en el que escogía sus ensambles; mezclando artistas jóvenes y artistas con más experiencia.
En 1990 Qasimov fue de gira con conciertos en Irán, Brasil, los Estados Unidos y por Europa. Su música ganó más difusión en Europa y Norte América cuando la oportunidad de conocer al músico americano Jeff Buckley, en un festival de música clásica, resultara en una colaboración. Buckley, un ávido oyente de la música de Qawwali, estaba sumamente impresionado con la presentación de Qasimov, diciendo: "él solamente salió con su tambor y cantó,  fue tan puro y sin esfuerzo... para eso es la voz". Qasimov estaba igual de complacido con la colaboración, diciendo que su contraparte americana  "era sumamente bendecido y tenía un verdadero sentimiento por la música oriental." La presentación resultó en la introducción de la música de Qasimov a una audiencia más grande en el Occidente.
Revitalizado por la Declaración de Independencia de Azerbaiyán de la Unión Soviética, la importancia artística de la cultura de Azerbaiyán empezó a ser reconocida internacionalmente. Qasimov fue reconocido con el título "Artista de Azerbaijani por la revista People" en 1993 y se ganó el más alto honor en su campo en 1999 al ganar el premio internacional IMC-UNESCO- un premio otorgado a artistas como Dmitri Shostakovich, Leonard Bernstein, Ravi Shankar y Nusrat Fateh Ali Khan.
La UNESCO proclamó el mugam de Azerbaiyán como una "Pieza Maestra Oral e Intangible de Herencia para la Humanidad" en 2003, asegurando la preservación de una tradición clásica de hace siglos.
Similarmente, la preservación de la música de Qasimov fue asegurada en el momento en el que grabó y difundió su música internacionalmente por primera vez, empezando con Mugam Clásico, una colaboración en 1996 con los hermanos Mansurov y siguiendo con El Arte del Mugam: Azerbaiyán y 'El Legendario Arte del Mugam' en 1998. En 1999, Qasimov y su hija, participaron en “El Espíritu del Oriente” un concierto dirigido y compuesto por Israeli Mizrahi, el músico Peretz Eliyahu y Mark Eliyahu.

### 2000 al presente: Presentando a Ferghana
La hija de Qasimov, Farghana Qasimova, una ávida estudiante del estilo mugam, ya trabajaba con su padre desde los dieciséis años de edad. Para sus veinte años ya era una artista completa y Qasimov decidió unirla a su ensamble. Ferghana se presentó por primera vez en 1997 con El Legendario Arte del Mugam. Su siguiente álbum incluyó la canción Bagishlamani, dedicada a su ancestro; Nusrat Fateh Ali Khan. El lanzamiento de este disco marcó un punto destacado en la carrera de Qasimov, ya que fue su primer lanzamiento para las audiencias del Occidente y fue un éxito rotundo. Su intento de reconectar con generaciones más jóvenes con el estilo mugam empezó a pagar dividendos; no solamente trataba de atraer al sector Islámico tradicional de Azerbaiyán, pero también a un sector más americanizado y moderno.  Su gran éxito entre generaciones más jóvenes lo sorprendieron: " A veces la gente joven se acerca después de los conciertos y me agradecen, es como si me dieran alas, me siento tan eufórico cuando despierto ese tipo de sentimientos en la gente que sigue siendo joven; el mugam no es un estilo fácil para que los jóvenes lo entiendan ".
| " A pesar de que soy su padre, tomamos el camino del mugham juntos. A pesar de que empecé, fue con su nacimiento que mi propio trabajo se tornó serio o profesional. Antes de eso, yo solamente era un hombre enamorado del mugham."—Qasimov habalndo de su hija, Ferghana Qasimova Entrevista con Al-Ahram Weekly |

Qasimov grabó y lanzó más trabajos con El Arte del mugam en 1997. Tomó la oportunidad de presentarse en Nueva York en 2005 como parte del proyecto Camino de Seda de Yo-Yo Ma. El concierto iba dirigido a promover un intercambio multicultural entre Occidente y Oriente. The New York Times reconoció la presentación de Qasimov, junto con Malik Mansurov y Rauf Islamov. Salió de gira por Europa, ahora acompañado de Ferghana. Sus presentaciones fueron aclamadas; sobresaliendo especialmente una en Londres como parte de "Voces de Asia Central", Michael Church dijo en el The Independent que " el shock inicial fue cambiando mientras fuimos llevados a su íntimo y colorido mundo". El dúo de padre e hija pagó dividendos y, después de sus presentaciones en el Cairo en mayo de 2008, Al-Ahram Weekly expresó las cualidades del poder vocal, la unidad junto con su presencia en el escenario, describiendo a Qasimov como " un maestro del mugam".
Su tipo de mugam demostró igualmente su popularidad el siguiente Septiembre, presentándose en una colaboración con el grupo clásico experimental Kronos Quartet. Su líder David Harrington, estaba entusiasmado por trabajar juntos en el Festival de las Noches del Ramadán, diciendo: " Noté que su voz era tan única como la de Nusrat Fateh Ali Khan, o la del tenor John McCormack en baladas irlandesas, o Bessie Smith en St Louis Blues. Hay una cualidad especial para conectar con su voz, una conexión entre eso y su vida interna...él está en el top 5 de los mejores [cantantes] de todos los tiempos". A pesar de que hubo problemas iniciales, involucrando a Kronos Quartet y sus arreglos y a Qasimov y sus improvisaciones, el evento recibió críticas positivas. Robin Denselow de The Guardian opinó que Qasimov "es ciertamente uno de los artistas más emocionantes del planeta y el mejor exponente del mugam".
En 1995, Qasimov cantó a dueto con Jeff Buckley en el Festival de la Musique Sacrée (Festival de Música Sagrada) en Francia.
En 2014, Qasimov cantó en el Festival Internacional Cervantino, el festival más grande de América Latina.
En 2015, Qasimov cantó el acto inicial durante la Ceremonia de Inauguración de los Primeros Juegos Europeos en Bakú, además de hacer su presentación desde una alfombra voladora.

## Influencia y legado
En 21 de noviembre de 2009, fue incluido en un libro de los 500 Musulmanes más influyentes del mundo. La cantante Björk halagó a Qasimov, al nombrarlo como su "artista favorito vivo al día de hoy". En 2009, El periódico Turco Zaman lo nombró como "La mejor voz de Asia Central".
En 2010, Alim Qasimov fue nominado para el premio de ¨Las 50 mejores voces en la historia de la música¨ de la Radio Pública en Estados Unidos.

## Vida personal
Enseña música mugam en la Escuela de Música Aasaf Zeynally en Bakú. En 2012, hizo campañas para detener la violencia del hombre contra la mujer.

## Discografía

### Álbumes
- Mugam Clásico (3 de enero de 1996)
- El Legendario Arte del Mugam (15 de octubre de 1997) con Alim Qasimov Ensemble
- El Arte del Mugam: Azerbaiyán (En vivo) (1 de diciembre de 1997)
- El mugam de Azerbaidjan (1 de octubre de 1999)
- El océano profundo del amor (11 de octubre de 1999) con Farghana Qasimova
- Abre (Diciembre de 2003) con Coldünya
- Serie de Asia Central, vol. 6: Música Espiritual de Azerbaiyán (25 de septiembre de 2007) con Farghana Qasimova
- Diálogo íntimo - En vivo en el Morgenland Festival Osnabrück 2009 con Farghana Qasimova

### Como artista invitado
| Año  | Title                                                            | Posición en las listas de popularidad | Posición en las listas de popularidad | Posición en las listas de popularidad | Posición en las listas de popularidad | Posición en las listas de popularidad | Posición en las listas de popularidad | Disco    |
| Año  | Title                                                            | ESPAÑA                                | FRANCIA                               | ALEMANIA                              | BÉLGICA                               | REINO UNIDO                           | ITALIA                                | Disco    |
| ---- | ---------------------------------------------------------------- | ------------------------------------- | ------------------------------------- | ------------------------------------- | ------------------------------------- | ------------------------------------- | ------------------------------------- | -------- |
| 2010 | "Soy tu diosa" (David Vendetta con Tara McDonald y Alim Qasimov) | —                                     | —                                     | —                                     | —                                     | —                                     | —                                     | Vendetta |

## Más información
- Alim and Fergana Qasimov: The Master and his Pearl Entrevista con Qasimov en Al-Ahram Weekly